# Norra Skåne
Norra Skåne är en centerpartistisk morgontidning med utgivningsort Hässleholm, grundad år 1899 av småbrukaren P.A. Persson (1864–1943) även kallad Värpatorparen. Tidningen kommer ut sex dagar i veckan, och når runt 36 000 läsare dagligen inom ett område som i huvudsak består av Hässleholm, Osby och Östra Göinge kommuner. Norra Skåne är en edition av Kristianstadsbladet och ingår i koncernen Gota Media.  Chefredaktör och ansvarig utgivare är Jörgen Svensson.